# 23831 Метмуні
23831 Метмуні (23831 Mattmooney) — астероїд головного поясу, відкритий 24 серпня 1998 року.
Тіссеранів параметр щодо Юпітера — 3,227.